# کن ویلینگهام
کن ویلینگهام (به انگلیسی: Ken Willingham) بازیکن فوتبال زادهٔ ۱ دسامبر ۱۹۱۲ اهل کشور انگلستان بود که سابقهٔ بازی در تیم ملی فوتبال انگلستان را در کارنامهٔ خود دارد. وی در تاریخ ۲۰ مه ۱۹۳۷ نخستین بازی ملی خود را در مقابل تیم ملی فوتبال فنلاند انجام داد و با حضور در ۱۲ بازی ملی، در تاریخ ۱۸ مه ۱۹۳۹ واپسین بازی ملی‌اش را در برابر تیم ملی فوتبال یوگسلاوی برگزار کرد.
این بازیکن توانسته در بازی‌های ملی، ۱ گل به ثمر برساند.